# Pyrrhura
Pyrrhura is een geslacht uit de familie Psittacidae (papegaaien en parkieten van Afrika en de Nieuwe Wereld). Het geslacht telt 24 soorten die alle in Zuid-Amerika voorkomen, met uitzondering van de Hoffmanns parkiet in  Midden-Amerika.

## Taxonomie
Over de indeling in soorten van dit geslacht bestaat geen consensus. Op de IOC World Bird List is de bonte parkiet (P. picta) opgesplitst in Prins Lucians parkiet (P. lucianii), Hellmayrs parkiet (P. amazonum) en roodkruinparkiet (P. roseifrons). En van de witoorparkiet (P. leucotis) zijn de soorten grijsborstparkiet (P. griseipectus), Pfrimers parkiet  (P. pfrimeri) en venezuelaparkiet (P. emma) afgesplitst.
Bijvoorbeeld in 2002 werd in het stroomgebied van de Madeira een nieuwe soort beschreven en vernoemd naar Emilie Snethlage: P. snethlageae, maar op de IOC World Bird List staat deze parkiet als ondersoort van Hellmayrs parkiet (P. amazonum snethlageae.  P. a. snethlageae verdween in synoniemie nadat bleek dat het een junior synoniem is van P. a. pallescens).

## Soorten
- Pyrrhura albipectus  –  Witnekparkiet
- Pyrrhura amazonum  –  Hellmayrs parkiet
- Pyrrhura calliptera  –  Bruinborstparkiet
- Pyrrhura cruentata  –  Blauwkeelparkiet
- Pyrrhura devillei  –  Devilles parkiet
- Pyrrhura egregia  –  Roodschouderparkiet
- Pyrrhura emma  –  Venezuelaparkiet
- Pyrrhura frontalis  –  Bruinoorparkiet
- Pyrrhura griseipectus  –  Grijsborstparkiet
- Pyrrhura hoematotis  –  Roodoorparkiet
- Pyrrhura hoffmanni  –  Hoffmanns parkiet
- Pyrrhura lepida  –  Parelparkiet
- Pyrrhura leucotis  –  Witoorparkiet
- Pyrrhura lucianii  –  Prins Lucians parkiet
- Pyrrhura melanura  –  Zwartstaartparkiet
- Pyrrhura molinae  –  Groenwangparkiet
- Pyrrhura orcesi  –  El-Oroparkiet
- Pyrrhura perlata  –  Karmozijnbuikparkiet
- Pyrrhura pfrimeri  –  Pfrimers parkiet
- Pyrrhura picta  –  Bonte parkiet
- Pyrrhura rhodocephala  –  Roodkopparkiet
- Pyrrhura roseifrons  –  Roodkruinparkiet
- Pyrrhura rupicola  –  Zwartkopparkiet
- Pyrrhura viridicata  –  Santamartaparkiet